# Стекль Едуард Андрійович
Едуард Андрійович Стекль (німецьке написання імені-прізвища — Eduard von Stoeckl або Stoeckle — Штекль) (1804, Константинополь, Османська імперія — 26 грудень 1892, Париж, Франція) — російський дипломат. Відомий переговорами з урядом США за дорученням Олександра II, які завершилися продажем Аляски.

## Біографія
Батьки — Андреас фон Штекль, австрійський дипломат в Стамбулі, і Марія Пізані, дочка італійського перекладача на російській службі в Стамбулі Ніколаса Пізані.
У 1850 — повірений російського посольства у Вашингтоні, а в 1854, після смерті постійного представника Олександра Бодіско зайняв його місце. Як і Бодіско, Стекль був одружений з американкою. Зав'язав дружні стосунки з багатьма американськими політичними діячами, в тому числі з майбутнім держсекретарем Вільямом Сьюардом (1801—1872), з яким пізніше вів переговори про придбання Аляски та підписав відповідний договір.

## Продаж Аляски

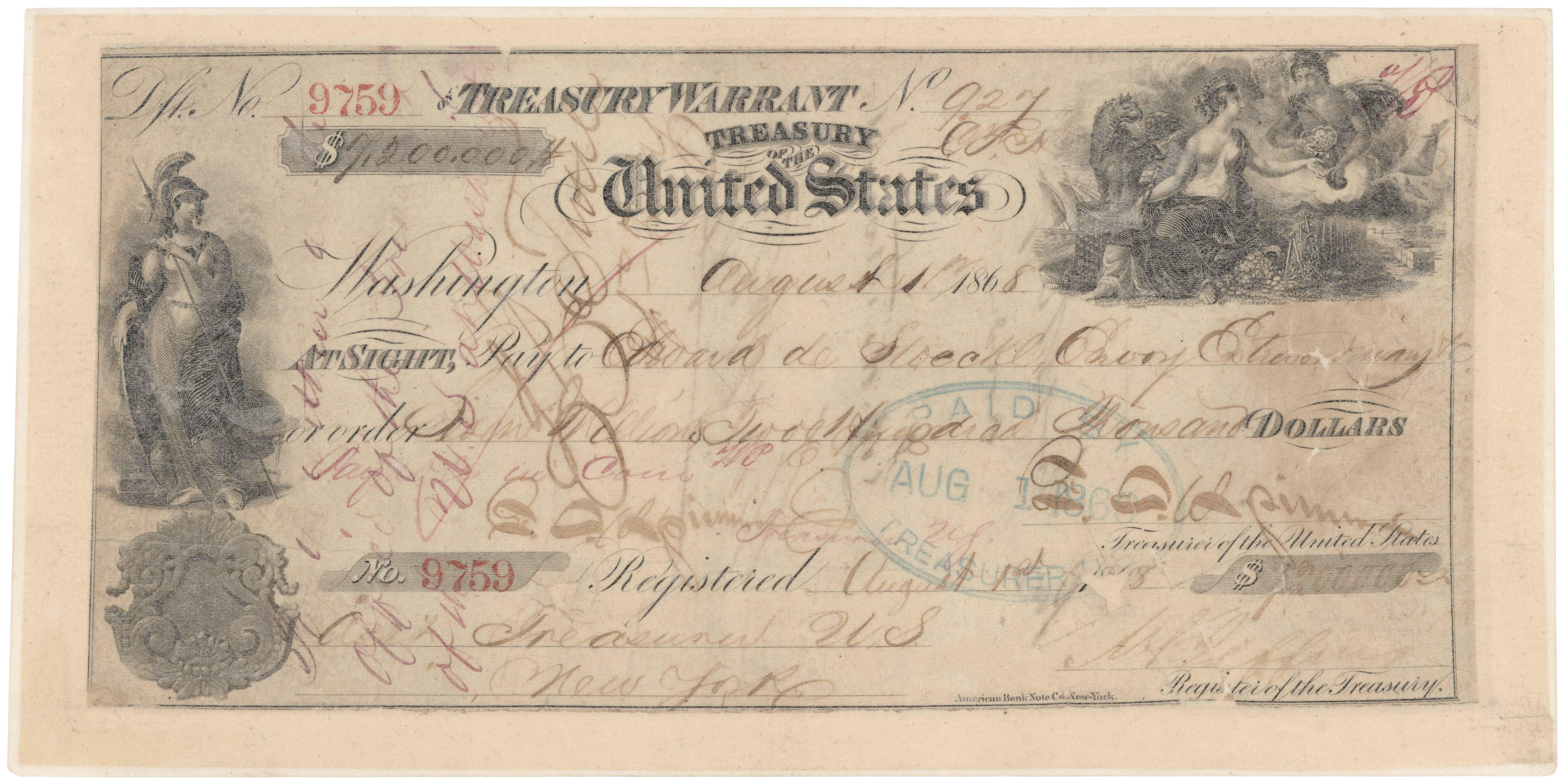
Чек на 7,2 млн доларів, який був використаний в угоді купівлі-продажу Аляски

Переговори про Аляску проходили в обстановці, коли на ці землі пред'являла претензії Велика Британія, яка незадовго до того перемогла Росію в Кримській війні, тим більше, що британський домініон Канада безпосередньо межувала з Аляскою.
Стекль підписав договір про Аляску в березні 1867 р., в знак вдячності Олександр II подарував йому Орден Білого Орла, одноразову винагороду в 25 000 рублів і довічну пенсію в 6 000 рублів щорічно. Настільки висока нагорода була виправдана не тільки делікатною місією, але і подальшими «моральними витратами» — в 1869 р. Стекль вийшов у відставку «за станом здоров'я», але фактично — через свою крайню непопулярність і чутки про свій підкуп з боку американців.
До кінця життя прожив у Франції, помер в Парижі в 1892 р.
Зберігся чек на 7,2 млн доларів, виписаний міністерством фінансів США на ім'я Стекля, який використовувався для покупки Аляски. Він знаходиться в Національному архіві США в Вашингтоні. У червні 2011 р. лондонський аукціонний дім «Сотбіс» виставив на продаж нагороди Стекля, в тому числі і орден «Білого орла», попередньо оцінений від 70 до 90 тисяч фунтів. Нагороди весь цей час зберігалися у прямих нащадків Стекля.